# توماس بارنتس
توماس بارنتس (بالإنجليزية: Tomas Barrientes)‏ من مواليد 10 مارس 1970 في مرسيدس، وهو ملاكم محترف أمريكي يصنف ضمن فئة الوزن المتوسط.

## إحصائيات
خاض خلال مسيرته 39 نزالا، فاز في 27 وتعادل في 1 وخسر في 11. فاز بالضربة القاضية في 17 نزالا.

## روابط خارجية
- توماس بارنتس على موقع بوكس ريك (الإنجليزية) (registration required)